# Dombeya acerifolia
Dombeya acerifolia är en malvaväxtart som beskrevs av Baker.. Dombeya acerifolia ingår i släktet Dombeya och familjen malvaväxter. Inga underarter finns listade i Catalogue of Life.